# Асія (Хьоґо)
Ашія (яп. 芦屋市) — місто в Японії, у префектурі Хьоґо. Площа міста становить 18,47 км², населення — 94 116 осіб (1 березня 2021)  особи., густота населення — 5115 ос./км².

## Населення
Станом на 1 квітня 2017 року населення Ашії становило 94 474 особи. Густота населення 5115 ос./км². Нижче приведена діаграма зміни чисельності населення міста за даними переписів Японії.

## Клімат
Місто знаходиться у зоні, котра характеризується вологим субтропічним кліматом. Найтепліший місяць — серпень із середньою температурою 26.7 °C (80 °F). Найхолодніший місяць — січень, із середньою температурою 6.1 °С (43 °F).
| Клімат Ашії             | Клімат Ашії | Клімат Ашії | Клімат Ашії | Клімат Ашії | Клімат Ашії | Клімат Ашії | Клімат Ашії | Клімат Ашії | Клімат Ашії | Клімат Ашії | Клімат Ашії | Клімат Ашії | Клімат Ашії |
| Показник                | Січ.        | Лют.        | Бер.        | Квіт.       | Трав.       | Черв.       | Лип.        | Серп.       | Вер.        | Жовт.       | Лист.       | Груд.       | Рік         |
| Абсолютний максимум, °C | 19          | 23          | 25          | 27          | 30          | 33          | 34          | 36          | 33          | 27          | 25          | 21          | 36          |
| Середній максимум, °C   | 9           | 10          | 12          | 18          | 22          | 25          | 29          | 30          | 26          | 21          | 16          | 12          | 19          |
| Середня температура, °C | 5           | 6           | 8           | 13          | 17          | 21          | 25          | 26          | 22          | 16          | 12          | 8           | 15          |
| Середній мінімум, °C    | 2           | 3           | 5           | 9           | 13          | 18          | 22          | 23          | 18          | 12          | 8           | 5           | 12          |
| Абсолютний мінімум, °C  | −3          | −2          | −2          | 1           | 6           | 11          | 16          | 16          | 8           | 4           | 0           | −1          | −3          |
| Норма опадів, мм        | 80          | 100         | 100         | 150         | 140         | 330         | 310         | 130         | 220         | 90          | 80          | 70          | 1850        |
| Днів з дощем            | 8           | 7           | 8           | 7           | 8           | 10          | 9           | 6           | 7           | 5           | 6           | 7           | 93          |
| Вологість повітря, %    | 75          | 74          | 74          | 75          | 77          | 82          | 83          | 82          | 81          | 76          | 74          | 74          | 77          |
| ----------------------- | ----------- | ----------- | ----------- | ----------- | ----------- | ----------- | ----------- | ----------- | ----------- | ----------- | ----------- | ----------- | ----------- |
| Джерело: Weatherbase    |             |             |             |             |             |             |             |             |             |             |             |             |             |

## Міста-побратими
- Монтебелло, Каліфорнія, США